# تاتشي
تاتشي (بالإسبانية: Alberto Rodríguez Baró)‏ هو لاعب كرة قدم إسباني في مركز الدفاع، ولد في 10 سبتمبر 1997 في فوينلابرادا في إسبانيا. لعب مع ديبورتيفو ألافيس.

## وصلات خارجية
- تاتشي على موقع قاعدة بيانات كرة القدم.إي يو (الإنجليزية)
- تاتشي على موقع Soccerway.com (الإنجليزية)
- تاتشي على موقع عالم كرة القدم.نت (الإنجليزية)
- تاتشي على موقع AS.com (الإسبانية)